# Leesylvania
Leesylvania (anteriormente, Neabsco) es un lugar designado por el censo del condado de Prince William, Virginia (Estados Unidos). Según el censo de 2020, tiene una población de 21 193 habitantes.
En los Estados Unidos, un lugar designado por el censo (traducción literal de la frase en inglés census-designated place, CDP) es una concentración de población identificada por la Oficina del Censo exclusivamente para fines estadísticos.

## Demografía
Según el censo de 2020, el 40.67% de los habitantes son afroamericanos, el 24.89% son blancos, el 0.41% son amerindios, el 13.78% son asiáticos, el 0.16% son isleños del Pacífico, el 7.42% son de otras razas y el 12.67% son de una mezcla de razas. Del total de la población, el 16.43% son hispanos o latinos de cualquier raza.